# Nagy-Kairó

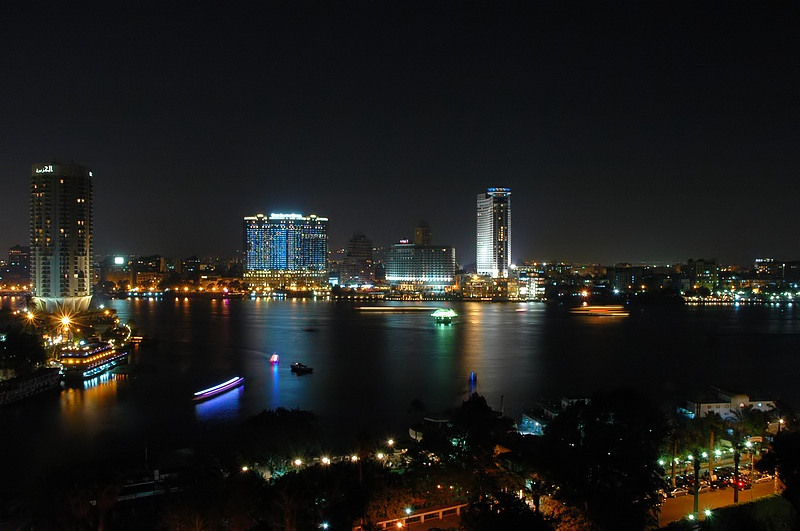
Kairó éjszaka

Nagy-Kairó (arabul القاهرة الكبرى, El-Qāhira el-Kobrā) Egyiptom, a Közel-Kelet és Afrika legnagyobb városegyesülése, az iszlám világ harmadik legnagyobb agglomerációja (Jakarta és Karacsi után); világszinten a tizenhatodik legnagyobb településegyüttes (2010).
A következő főbb településekből áll, amelyek gyakorlatilag egybefüggő várost alkotnak:
- Kairó, a főváros (Kairó kormányzóság)
- Gíza, Október 6. város és Sejk Zajed-város (Gíza kormányzóság)
- Subra el-Hejma és Obur (Kaljúbijja kormányzóság)

Ezek teljes népessége 2012-ben körülbelül 20 500 000 fő; területe 1709 km², népsűrűsége 10 400 fő/km².
Közlekedésileg a települések egy részét a kairói metró kapcsolja össze.
Egyiptom népességének körülbelül egyötöde él Nagy-Kairóban. Az ország szabálytalanul épült házainak 60%-a ezen a területen található. A régió éghajlata az ország többi részéhez hasonlóan forró sivatagi.

## További városok
- Heluán (beleértve Május 15-e várost)
- Sejk Zajed-város
- Badr
- Új-Kairó
- Új-Héliopolisz
- El-Soruk
- Madinati
- Ramadán 10-e város